# Модринофомес лікарський
Модринофомес лікарський, модринова губка (Laricifomes officinalis) — вид грибів роду ларіціфомес (Laricifomes). Сучасну біномінальну назву надано у 1957 році.

## Будова

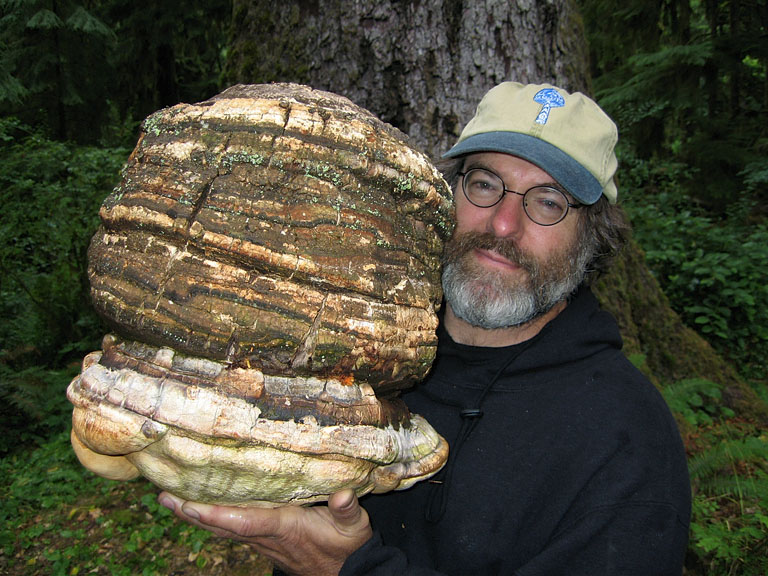
Пол Стамец тримає Laricifomes officinalis

Поодинокі копитоподібні або витягнуті догори плодові тіла багаторічні (3–10×5–20×4–40 см). Вони товсті, щільні і тверді, проте з віком стають ламкими.

## Поширення та середовище існування
Росте на живих стовбурах старих дерев у хвойних лісах. Зустрічається на модринах (Larix decidua, Larix polonica) та Pinus sibirica, зрідка трапляється на Pinus silvestris та видах роду Abies біля основи стовбурів. Поширення охоплює Євразію та Північну Америку. В Україні був поширений на території Карпатських та Західно-українських лісів у першій половині XX ст.

## Практичне використання
Застосовують як ліки у традиційній медицині. Використовується як засіб, що зменшує нічні потовиділення у хворих на туберкульоз, а також як проносне. Діючою речовиною є агарицинова кислота.

## Природоохоронний статус
Включений до третього видання Червоної книги України (2009 р.).